# Gestel (Lummen)
Gestel is een gehucht in de Belgische gemeente Lummen. Het ligt ten noorden van het centrum van Lummen en ten zuiden van Beringen, in de vallei van de Zwarte Beek.
In Gestel bevindt zich de Sint-Lambertuskerk, gebouwd in 1951-1952. Ook is er een watermolen, de Gestelse Molen genaamd, die echter tegenwoordig op het grondgebied van de gemeente Paal is gelegen.
Een deel van de omgeving van Gestel is sterk geïndustrialiseerd, dit komt door de nabijheid van het Albertkanaal.